# 1908年ロンドンオリンピックのオランダ選手団
1908年ロンドンオリンピックのオランダ選手団（1908ねんロンドンオリンピックのオランダせんしゅだん）は、1908年4月27日から10月31日にかけてイギリスの首都ロンドンで開催された1908年ロンドンオリンピックのオランダ選手団、およびその競技結果。

## 概要
今大会は銅メダル2個、合計2個のメダルを獲得した。

## メダル
| メダル | 選手名                                                                                | 競技     | 種目             |
| ------ | ------------------------------------------------------------------------------------- | -------- | ---------------- |
| 銅     | ヨハン・ブルク ベルナルドス・クローン ヘルマヌス・ヘフテ アルベルトゥス・ヴィールスマ | ボート   | 男子舵なしフォア |
| 銅     |                                                                                       | サッカー | 男子             |